# تاريخ اللغة العربية

مناطق انتشار اللغة العربية

تاريخ اللغة العربية يتناول تطور اللغة العربية. فأقدم نص عربي شمالي عثر عليه هو من أوائل الألفية الأولى قبل الميلاد بعدما انفصلت اللغة العربية البدائية عن السامية الوسطى في وقت غير معروف. على الأرجح اُستخدمت اللغة العربية البدائية في جنوب الشام وشمال شرق شبه الجزيرة العربية. ثم تكثر الدلائل عن اللغة العربية الشمالية القديمة في أواخر الألفية الأولى ق.م عبر نقوش في الأبجديات النبطية و‌الصفائية و‌الحسمائية.
ويقال إن قصائد المعلقات كانت تـٌكتب بماء الذهب وتعلق على أستار الْكَعْبَةِ قبل مجيء الْإِسْلَامِ . وطبقا للمقالة الألمانية ، فتاريخ اللغة العربية بدأ مع السجلات المكتوبة باللغة العربية، فأقدم وثيقة مكتوبة هي المخطوطة القرآنية التي كتبت في عهد الخليفة الراشد عثمان بن عفان (644-656). ويقال أن الشعر الجاهلي الذي يعود تاريخه إلى القرن السادس لم يكتب إلا في القرنين السابع والثامن حيث كان ينقل شفويا. شكل كلًا من القرآن والشعر العربي الأساس لعلماء اللغة العربية في القرنين الثامن والتاسع لإنشاء نظام تعليم بمقاييس عالية الجودة، مما جعل اللغة العربية لغة ثقافة وعلم.
اللغة العربية هي اللغة الأكثر شيوعًا لعائلة اللغات السامية وواحدة من اللغات الرسمية الست للأمم المتحدة. ويتحدث العربية حاليا حوالي 370 مليون شخص كلغة أم أو لغتهم الثانية في 22 دولة عربية ويتحدث بها أكثر من 467 مليون نسمة. العديد من البلدان الأخرى في آسيا وأفريقيا. باعتبارها واحدة من اللغات الست الأكثر شيوعًا في العالم وهي لغة الإسلام. تعد لغة عالمية، فهي تحتل المرتبة الخامسة من حيث عدد الناطقين بها.

## أصل اللغة وانتشارها
بدأ التحدث باللغة العربية في جنوب الشام وشمال شرق شبه الجزيرة العربية أوائل الألفية الأولى قبل الميلاد. ويمكن تصنيف اللهجات العربية القديمة من هذا الوقت إلى مجموعتين: سلسلة لهجوية شمالية، وحجازية قديمة في شمال الحجاز.
يعود أقدم دليل على اللغة العربية إلى القرن التاسع قبل الميلاد، وهي لأسماء أشخاص في النقوش المسمارية الآشورية. تم توثيق التنوع اللهجي للغة العربية القديمة بشكل جيد من خلال تلك النقوش. يوثق نقش يعود تاريخه إلى سنة 328 م باللغة العربية وبخط نبطي متفرع من الآرامية. في القرن الرابع ق.م اُنشأت مملكة الأنباط العربية، واتسعت جنوبًا وشمالًا وانشرت اللغة العربية في المناطق التي تولتها. لذا وصلت ثقافة الكتابة النبطية إلى شمال الحجاز في القرن الأول الميلادي، وبعد استيلاء الأنباط على تيماء ودومة استبدلت اللغة العربية اللغتين المحليتين التيمائية و‌الدومية فيهما.
وتحت التأثير التجاري لمملكة الأنباط، ظهرت لغة عربية موحدة بين القرنين الرابع والسادس الميلاديين. ثم بدأت العربية الفصحى لتكون لغة أدبية مطورة بالكامل في منتصف القرن السادس الميلادي. تحتوي مختارات أدبية مثل المعلقات بها أبيات شعرية متنوعة موضوعيًا في شكل القصيدة.
انتشرت اللغة العربية مع ظهور الإسلام وفتوحات العرب في القرنين السابع والثامن. فقد أطاحت بالسبئية في جنوب شبه الجزيرة العربية، والآرامية في سوريا والعراق، والفارسية في العراق، والقبطية في مصر، واللهجات الأمازيغية في شمال إفريقيا، وأثبتوا وجودهم إلى جانب الإسبانية والبرتغالية في شبه الجزيرة الإيبيرية حتى نهاية القرن الخامس عشر. تم تعريب جزر مالطا القريبة من تونس، ومن عمان توغلت اللغة العربية في زنجبار وشرق إفريقيا.
تُستخدم اللغة العربية الفصحى اليوم مكتوبة في 22 دولة عربية: من موريتانيا إلى العراق ومن اليمن إلى سوريا. تتحدث اللغة العربية أيضًا من قبل الأقليات في إيران (خوزستان على الضفة الشمالية من الخليج) وأفغانستان وجمهوريات الاتحاد السوفيتي السابق (أوزبكستان) وقبرص وتركيا وفلسطين وإثيوبيا. كما أنها لغة عبادة جميع الشعوب الإسلامية غير العربية.
«وهكذا فإن اللغة العربية تقف أمامنا اليوم كونها ذات أهمية عملية وعلمية كبرى، وهي لغة على الرغم من استخدامها على نطاق واسع وتاريخها الثري، إلا أنها ظلت نقية للغاية وغير متأثرة، وتحتوي على مكونات أجنبية أقل من ثقافة اللغات الأوروبية. ومع ذلك فهي تصل إليهم في رشاقة تعبيرها. (برتولد شبولر)»

## اللغة العربية من اللغات السامية
تشترك اللغة العربية مع اللغات السامية الأخرى في مجموعة من الخصائص اللغوية والتاريخية التي تؤكد انتماءها إلى هذه العائلة اللغوية. هذه الخصائص المشتركة هي نتيجة لتاريخ مشترك وتطور لغوي متشابه.

1.الخصائص اللغوية المشتركة:
```
* الجذر الثلاثي: معظم الأفعال والأسماء في اللغات السامية، بما فيها العربية، تتكون من ثلاثة حروف تسمى الجذر. هذا الجذر هو الأساس الذي تُشتق منه الكلمات الأخرى.
```

```
* الصرف والتحويل: تتميز اللغات السامية بمرونة في تغيير معنى الكلمة بإضافة حروف أو تغيير ترتيبها.
```

```
* الاشتقاق: يمكن تكوين كلمات جديدة من خلال إضافة مقاطع إلى الجذر الثلاثي.
```

```
* النظام الصوتي: تشترك اللغات السامية في نظام صوتي متشابه، حيث توجد أصوات حلقية وحنجرية مشتركة بينها.
```

2.المقارنة اللغوية:
```
* العربية والعبرية والآرامية: عند مقارنة هذه اللغات، نجد تشابهاً كبيراً في الجذور اللغوية والمفردات والقواعد النحوية.
```

```
* اللغات السامية الجنوبية: اللغات السامية الجنوبية القديمة، مثل اللغة المسندية، تظهر صلة قرابة واضحة باللغة العربية.
```

3.الدلائل التاريخية:
```
* النقوش القديمة: النقوش العربية الجنوبية القديمة، مثل نقوش الحِميريين، تدل على استمرارية اللغة العربية وتطورها عبر التاريخ.
```

```
* الشواهد الأثرية: الأبحاث الأثرية كشفت عن وجود لغات سامية أخرى في المنطقة العربية، مما يؤكد انتشار العائلة اللغوية السامية في هذه المنطقة.
```

4.الدلائل اللغوية المقارنة:
```
* دراسة اللغات السامية: من خلال دراسة اللغات السامية المختلفة، يمكن تتبع التطورات التي مرت بها هذه اللغات وكيف انفصلت عن بعضها البعض.
```

## الكتابة والخط
«في ظل الانطباع القوي عن اندماج الثقافات الأجنبية في العالم الإسلامي، غالبًا ما قلل المرء من أهمية الدور الذي لعبه العرب أنفسهم في تكوينها. فهم لم يكونوا مقاتلين وحاملين للدين الجديد فحسب، بل أعطوه أيضًا لغة وكتابة. (ارنست كونل من كتابه: Islamische Schriftkunst، 1942)»
يرجع أصول جميع الأحرف المكتوبة المستخدمة اليوم إلى الحرف السامي الساكن. فالنص العربي هو الأكثر انتشارًا في العالم بعد اللاتينية. يمتد نطاقه من آسيا الوسطى إلى وسط إفريقيا ومن الشرق الأقصى إلى المحيط الأطلسي. وتستخدم الأبجدية العربية حاليا في الكتابة الفارسية والأردية (باكستان وشمال غرب الهند) بالإضافة إلى اللغات الأمازيغية، وحتى وقت قريب استخدمتها اللغات التركية والقوقازية والماليزية (إندونيسيا) والصومالية والهوسا والسواحيلية.
أصل الكتابة العربية غير واضح تماما. توجد العديد من النظريات حول هذا، وبعضها يحتوي على تناقضات جوهرية. يُقال إن أقدم نقش يرجع إلى القرن الثالث الميلادي، ويُعتقد أنه نشأ من الخط النبطي. وكتب الأنباط العرب باللغة الآرامية. ومع ذلك فإن 22 حرفًا من الأبجدية الآرامية لم تكن كافية للتعبير عن 28 صوتًا للغة العربية، لذلك طور العرب ستة أحرف أخرى.
نموذج الخط العربي هو اتجاه الكتابة، والذي يتجه من اليمين إلى اليسار، والربط بين الحروف وتوحيد بعض الحروف، والتي لما يتم تمييزها إلا بعد إنتاج التنقيط الموجود أعلاها أو أسفلها. فهو نص ساكن يمكن فيه التعبير عن حروف العلة القصيرة باستخدام أحرف إضافية. يُنسب إدخال علامات التشكيل والحرف المتحركة وغيرها من الأحرف الخاصة إلى مؤلف المعاجم العربي الخليل بن أحمد (ت 791).
مع انتشار اللغة العربية نتيجة الإسلام، ظهرت العديد من أساليب الكتابة على مر القرون. تطورت حركة فنية مستقلة، وهي فن الخط أو الخط العربي.
لقد عرف الخطاطون العرب «فن الكتابة على أنه هندسة الروح المعبر عنها من خلال الجسد». يعود هذا الفن في شكله المقنن إلى ابن مقلة (272\328هـ - 886\939 م). تشكل حقيقة أن النص العربي مكتوبًا على طول خط أفقي أساسًا لمجموعة غير محدودة من الأشكال الرسومية التي تظهر على صفحات الكتاب وكذلك على الجدران والأسطح الأخرى. فيما يلي وصف موجز لأهم الخطوط:

## مزيد من القراءة
- عبابنة، يحيى. "النحو العربي في ضوء اللغات السامية واللهجات العربية القديمة دراسات مقارنة"، دار الكتاب الثقافي للنشر، (ردمك 9957592416)